# São José das Missões
São José das Missões là một đô thị thuộc bang Rio Grande do Sul, Brasil. Đô thị này có diện tích 98,07 km², dân số năm 2007 là 2952 người, mật độ 30,1 người/km².